# Kenworth

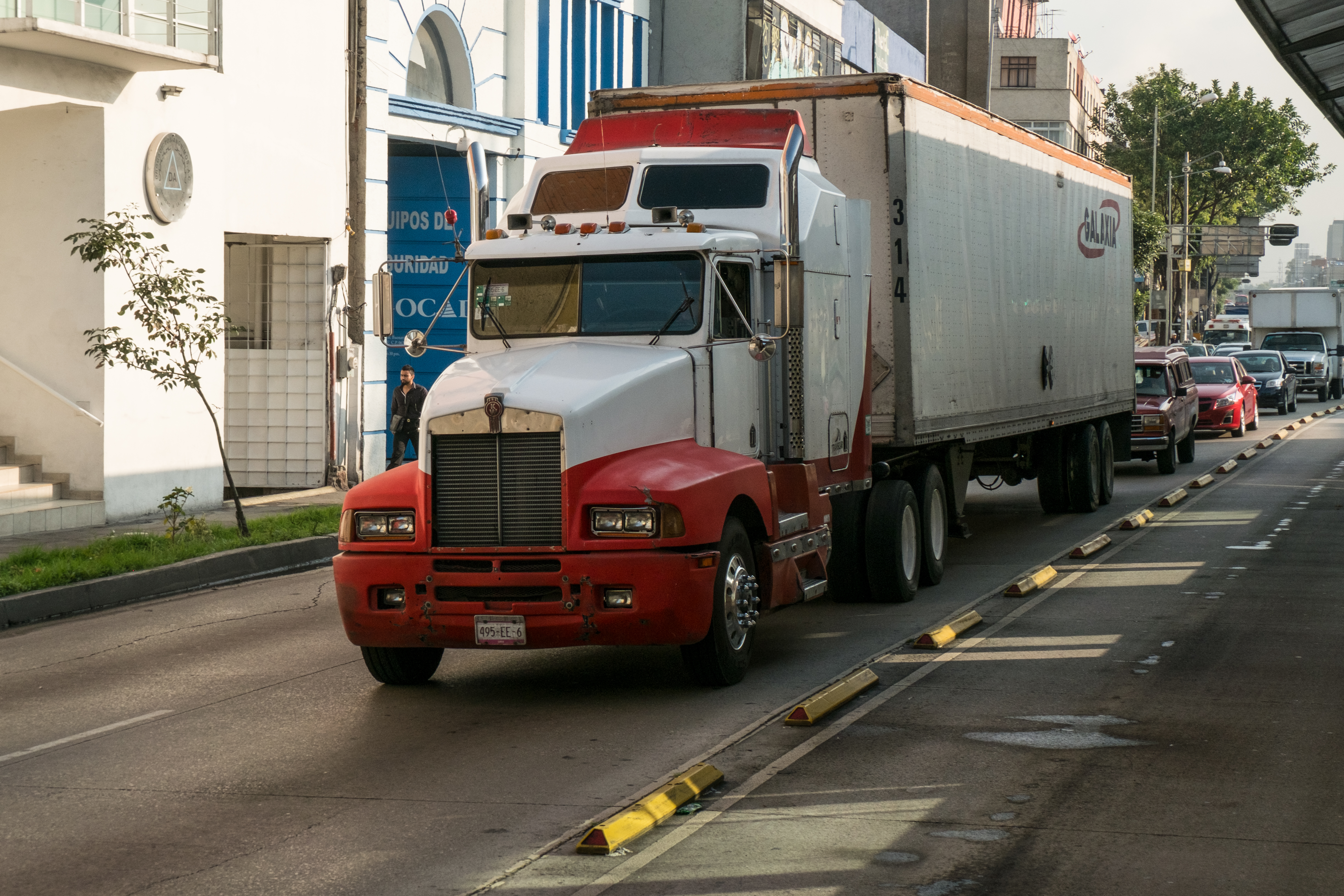
Kenworth no México

Kenworth é uma fabricante de caminhões de Kirkland, Washington, Estados Unidos, um subúrbio de Seattle. Ela é uma subsidiária da PACCAR que também detém as marcas Peterbilt, DAF Trucks, Dynacraft e Leyland, e é também uma antiga fabricante de ônibus urbanos e escolares.

## História
1912-1923: Gerlinger Motors
A Kenworth tem suas raízes na fundação da Gerlinger Motors em Portland, Oregon em 1912; a empresa era uma concessionária de carros e caminhões de propriedade dos irmãos George T. Gerlinger e Louis Gerlinger, Jr. Em 1914, os irmãos se expandiram para a fabricação de veículos, comercializando um caminhão chamado Gersix. Derivando seu nome de seu motor de seis cilindros em linha (um dos primeiros caminhões equipados com o tipo), o Gersix foi construído em aço estrutural, destinado ao uso comercial.
Embora o primeiro veículo tenha sido concluído em grande parte como um projeto paralelo, a construção pesada do Gersix foi procurada por madeireiros no Noroeste. Em 1916, a Gerlinger Motors mudou-se de Portland para Tacoma, Washington, alugando um prédio do empresário de Seattle Edgar K. Worthington.
Em 1917, a Gerlinger Motors entrou com pedido de falência e foi colocada à venda, com EK Worthington adquirindo a empresa com o parceiro de negócios Capitão Frederick Kent. Para enfatizar sua conexão com a fabricação de caminhões, a empresa foi renomeada para Gersix Motor Company. Em 1919, o capitão Kent se aposentou, com seu filho Harry Kent substituindo-o como sócio da empresa.
Em 1922, a Gersix produziu 53 caminhões em seu último ano localizado em sua fábrica na Fairview Avenue em Valley Street. Seguindo a forte demanda contínua da linha modelo, a empresa encontrou-se com US$60.000 para reincorporar e realocar sua sede.
1923-1930: Kenworth Motor Truck Company
Em janeiro de 1923, a Gersix Motor Company foi renomeada como Kenworth Motor Truck Company, combinando os nomes dos sócios Kent e Worthington. Sob o novo nome, a empresa mudou-se dentro de Seattle para 506 Mercer Street, e mais tarde para 1263 Mercer Street. Em contraste com os fabricantes de automóveis, a Kenworth se absteve de linhas de montagem, em vez de construir veículos em compartimentos individuais. A empresa também introduziu uma prática de construir veículos de acordo com as especificações do cliente (uma prática ainda oferecida pela Kenworth hoje).
Em 1926, a Kenworth expandiu sua linha de produtos, lançando seu primeiro ônibus. Em 1927, a produção aumentou de dois para três veículos por semana; no mesmo ano, a fabricação começou no Canadá (para evitar impostos de importação).
Em 1929, EK Worthington se aposentou, com Harry Kent se tornando presidente da empresa. Em outra mudança, para acomodar o aumento da demanda, a Kenworth mudou-se para uma fábrica maior em Seattle.
O início da Grande Depressão atingiu fortemente a empresa; inicialmente com boa saúde financeira, um declínio substancial em veículos novos e uma alta taxa de inadimplência forçaram a empresa a se adaptar. Em 1932, a Kenworth produziu seu primeiro caminhão de bombeiros, adaptados de seu caminhão comercial, os carros de bombeiros Kenworth estavam entre os equipamentos de combate a incêndio mais pesados da época.
Em 1933, os motores a diesel tornaram-se equipamentos padrão, substituindo totalmente os motores a gasolina. Na época, o óleo diesel custava 1⁄3 do preço da gasolina. Em outra inovação de design, a Kenworth introduziu a primeira cabine longa (cabine-leito) produzida em fábrica.
Em 1935, o Motor Carrier Act foi aprovado, introduzindo novos regulamentos de tamanho e peso para a indústria de caminhões nos Estados Unidos. Para cumprir a legislação, a Kenworth passou por uma extensa reformulação de sua linha de caminhões. Para atender às normas de peso, os novos caminhões receberam cabines e cubos de eixo de alumínio; suspensão de quatro molas foi introduzida, com barras de torção para os eixos traseiros. Em 1936, a Kenworth apresentou o Modelo 516, seu primeiro caminhão cabover (motor embaixo da cabine, ou COE); o eixo tandem 346 foi introduzido em 1937. Em 1937, Harry Kent morreu, com Philip Johnson tornando-se presidente da empresa.
1940: produção de guerra e venda da empresa
Em 1939, a Kenworth introduziu seus caminhões da série 500, que formariam a base de sua linha de caminhões comerciais em meados da década de 1950. No final da década de 1930, a demanda por caminhões começou a se recuperar, com a Kenworth produzindo 226 caminhões em 1940.
Após o início da Segunda Guerra Mundial, a Kenworth se converteu à produção de guerra, fornecendo ao Exército veículos de recuperação 6x6 M-1 de 4 toneladas. Em 1943, a empresa tornou-se fornecedora da Boeing, fabricando componentes para os bombardeiros B-17 e B-29. Para manter seus contratos com o governo, a Kenworth iniciou a produção do destruidor M-1 em uma instalação temporária em Yakima, Washington. No total, a empresa forneceria ao Exército 1.930 destruidores até o final da Segunda Guerra Mundial; para acomodar o grande aumento na produção, a Kenworth introduziu uma linha de montagem para produzir o veículo.
Em 1944, o presidente da empresa, Phil Johnson, morreu, deixando a propriedade dividida entre sua esposa e a esposa sobrevivente de Harry Kent e outro diretor da empresa. Sem interesse em possuir a empresa, os três inicialmente planejaram oferecer sua propriedade aos funcionários da empresa, mas o financiamento para a oferta nunca foi concluído. Em 1945, a propriedade da empresa mudou quando a Pacific Car and Foundry Company (atual PACCAR) negociou a compra da Kenworth como uma subsidiária integral. No final de 1946, Kenworth mudou-se novamente, após a compra de uma antiga fábrica da Fisher Body pela Pacific Car and Foundry; isso abrigaria toda a fabricação da Kenworth sob o mesmo teto.
Em 1948, a Kenworth redesenhou a cabine de sua linha de produtos COE, mais tarde apelidada de série 500 bull-nose ("nariz de boi").
1950: Expansão do mercado
Em 1950, a Kenworth havia crescido fora do noroeste do Pacífico, comercializando veículos na metade ocidental dos Estados Unidos e em quase 30 países em todo o mundo. Em 1951, a empresa recebeu um pedido de 1.700 modelos 853 da ARAMCO no Oriente Médio. O Modelo 801 foi introduzido como um caminhão basculante para movimentação de terra, adotando uma das primeiras configurações de cabine ao lado do motor.
Em 1955, a Kenworth iniciou o redesenho de sua linha de produtos COE, lançando o CSE (Cab-Surrounding-Engine); em linha com o bull-nose, o CSE compartilhava suas bases com os caminhões da série 500 e não tinha cabine basculante.
Em 1956, a Pacific Car and Foundry revisou sua propriedade da Kenworth, transformando-a de uma subsidiária independente em uma divisão. No mesmo ano, a série 900 foi introduzida com um novo chassi "drop-frame", com o cabover CSE substituído pelo COE da série K (derivado da série 900). Em 1957, a Kenworth encerrou a produção de ônibus, vendendo os direitos de sua linha de produtos.
Em 1958, a Kenworth tornou-se uma empresa irmã da Peterbilt , já que esta última foi adquirida pela Pacific Car and Foundry. Em 1959, a empresa expandiu ainda mais sua base de vendas, estabelecendo instalações no México.
1960: Modelos W900 e K100
Para a produção de 1961, a Kenworth passou por uma revisão substancial de sua linha de caminhões comerciais, estreando o W900 e o K900 (mais tarde renomeado como K100); os prefixos dos modelos W e K são derivados dos fundadores da empresa Worthington e Kent. O W900 estreou o primeiro redesenho completo da cabine convencional Kenworth desde 1939 com um capô basculante padrão. Semelhante em aparência ao K500 anterior, o K900/K100 recebeu uma cabine mais alta e as portas do W900.
Para atender à crescente demanda pelas novas linhas de produtos, a Kenworth abriu uma nova instalação de montagem em Kansas City, Missouri, em 1964. De 1964 a 1966, a Kenworth quase dobrou suas vendas anuais de caminhões. Em 1968, a empresa fundou a Kenworth Austrália; no lugar da importação e conversão, caminhões com volante à direita foram produzidos e desenvolvidos em Melbourne, Austrália. Em 1969, a Kenworth contratou Gary Ridgway, que trabalhou em seu departamento de pintura pelos próximos 32 anos, período durante o qual ele assassinou 48 mulheres como o "Green River Killer".
1970: Diversificação da linha de produtos
Durante a década de 1970, a empresa passou por uma expansão adicional, adicionando uma instalação totalmente nova em Chillicothe, Ohio, em 1974. O W900 e o K100 passaram por suas revisões mais substanciais, tornando-se o W900A e o K100C. A Kenworth adicionou duas novas linhas de produtos em 1972, adicionando o C500 6X6 para serviços pesados severos e o Hustler de cabine baixa COE (desenvolvido em conjunto com a Peterbilt e produzido no Canadá). No mesmo ano, a empresa controladora Pacific Car and Foundry adotou seu nome atual PACCAR.
Coincidindo com o 50º aniversário da empresa, as vendas anuais da Kenworth ultrapassaram 10.000 pela primeira vez em 1973.
Para 1976, a Kenworth lançou uma série de personalização emblemática, o VIT (Very Important Trucker) com um alto nível de recursos internos; distinguida por suas claraboias, a cabine leito Aerodyne foi a primeira cabine leito produzida de fábrica com altura livre (tanto para o W900 quanto para o K100). Para comemorar o bicentenário americano, a série VIT foi introduzida em uma série de edição limitada de 50 (com cada caminhão com o nome de um estado).
1980-1990
Em 1982 e 1984, respectivamente, o W900 e o K100 passaram por suas revisões mais substanciais, tornando-se o W900B e o K100E. Embora visualmente diferenciados pela adoção de faróis retangulares, as atualizações foram centradas em melhorar a economia de combustível, o manuseio na estrada e a confiabilidade.
Em 1985, o Kenworth T600 foi lançado pela empresa; em contraste com o W900, o T600 foi projetado com um eixo dianteiro recuado e um capô inclinado. Embora o último inicialmente tenha se mostrado controverso, a combinação melhorou a aerodinâmica, a eficiência de combustível e a capacidade de manobra. Pretendido como uma expansão da linha de modelos Kenworth, o sucesso do T600 levaria à introdução de designs semelhantes de vários fabricantes de caminhões americanos. Em 1986, o T800 foi lançado, adaptando o capô inclinado e o eixo dianteiro recuado para um chassi de serviço pesado; o T400 de capô mais curto foi lançado em 1988 como um caminhão de transporte regional.
Em 1987, a Kenworth introduziu o Mid-Ranger COE, seu primeiro caminhão médio. Compartilhado com a Peterbilt, o Mid-Ranger produzido no Brasil foi derivado do MAN G90 (uma versão larga do Volkswagen LT). Em 1992, o Mid-Ranger tornou-se o K300, quando a PACCAR mudou a produção para Sainte-Thérèse, Quebec.
Em 1993, a Kenworth abriu suas instalações em Renton, Washington, como sua terceira fábrica de montagem nos Estados Unidos.
Em 1994, o T300 foi apresentado como o primeiro caminhão Kenworth convencional de serviço médio, adaptando o T600 a uma classificação de peso GVWR Classe 7 inferior. O leito Aerocab foi introduzido, integrando a cabine leito Aerodyne II e a cabine do motorista como uma única unidade.
Em 1996, a Kenworth apresentou o T2000 como seu convencional aerodinâmico de última geração. Apesar de não substituir diretamente o T600 e o W900, o T2000 tinha um design completamente novo (o primeiro da Kenworth desde 1961). O primeiro Kenworth convencional de "corpo largo", o modelo dividia sua cabine com a Peterbilt, distinguindo-se por seus faróis montados no para-choque. O T2000 foi descontinuado em 2010.
Em 1998, a empresa controladora PACCAR comprou a fabricante britânica de caminhões Leyland Trucks, dois anos após a fabricante holandesa DAF Trucks (as duas se fundiram como Leyland DAF de 1987 a 1993). Dentro da PACCAR, a DAF desenvolveria caminhões COE para Kenworth e Peterbilt.
Anos 2000-presente: caminhões do século 21
Em 2000, a Kenworth redesenhou sua linha COE de serviço médio, com o K300 substituindo o design da MAN por uma cabine DAF 45 (Leyland Roadrunner). Após a queda na demanda por cabovers Classe 8, o K100E foi silenciosamente eliminado após a produção de 2002 na América do Norte; Kenworth Austrália continuando a produção do modelo.
Em 2006, a empresa lançou o K500, o maior COE já produzido pela empresa. Desenvolvido principalmente para aplicações fora de estrada, o K500 combinou o chassi do pesado C500 e a cabine COE do DAF XF; todos os exemplares produzidos de 2006 a 2020 foram vendidos para exportação.
Em 2008, a Kenworth passou por uma modernização de sua linha de modelos. O T600 passou por uma revisão substancial em sua aerodinâmica, tornando-se o T660. O T300 de serviço médio foi substituído pela família de modelos Classe 5-7 T170/T270/T370. O COE de cabine baixa voltou, baseado no DAF LF. Inicialmente comercializado como K260/K360, a linha do modelo foi renomeada para K270/K370 em 2013. O T660 seria descontinuado em 2017.
Para a produção de 2011, o T700 substituiu o T2000, adotando uma grade maior e faróis montados no para-lama. Para a produção de 2013, o T680 foi introduzido como o Kenworth convencional aerodinâmico de terceira geração, servindo como um único substituto para o T660 de corpo estreito e o T700 de corpo largo. O T700 foi descontinuado em 2014, enquanto o T660 foi descontinuado em 2017 (32 anos após a introdução do T600). Compartilhando a mesma cabine do T680, o T880 foi apresentado como o primeiro Kenworth de fuselagem larga para aplicações vocacionais, ao lado do W900S e da família de modelos T800.
Em 2018, o W990 foi apresentado como o carro-chefe convencional da linha de modelos Kenworth. Compartilhando a cabine de corpo largo do T680 e T880, o W990 é o capô convencional mais longo já produzido pela Kenworth. A partir da produção atual, o W900 continua fazendo parte da linha de modelos Kenworth (seis décadas após sua introdução).
Para a produção de 2021, a Kenworth introduziu três linhas de modelos de veículos elétricos, com o K270E, K370E e T680E alimentados por motores elétricos a bateria. Em 2021, a Kenworth lançou o T680 FCEV com uma frota de demonstração de 10 veículos na Califórnia. O T680 FCEV é alimentado por uma célula de combustível de hidrogênio da Toyota, tem seis tanques de hidrogênio e uma autonomia de mais de 300 milhas (480 km) com um peso de carga total de 80.000 libras (36.000 kg).
Em 2022, a Kenworth anunciou um novo T680. O T680 Next-Gen foi redesenhado com o futuro em mente. O novo modelo Next-Gen tem uma grade mais fina, mas mais alta do que o T680 original. Tem um para-choques dianteiro completamente novo. Como o 579 Next-Gen, ele tem um interior e volante totalmente novos.